# Severobajkalsk
Severobajkalsk (rusky Северобайкальск, burjatsky Хойто Байгалай) je město v Burjatsku v Ruské federaci. Při sčítání lidu v roce 2010 měl bezmála pětadvacet tisíc obyvatel a byl tak druhým největším městem v Burjatsku po Ulan-Ude, těsně následovaný Gusinoozjorskem.

## Poloha
Severobajkalsk leží na východní Sibiři, na severozápadním břehu Bajkalu u ústí řeky Tyji. Od Ulan-Ude, hlavního města Burjatské republiky, je vzdálen přibližně 430 na severoseverovýchod.

## Dějiny
Severobajkalsk vznikl v roce 1974 v souvislosti se stavbou Bajkalsko-amurské magistrály.
Městem se stal v roce 1980.